# Huerto comunitario

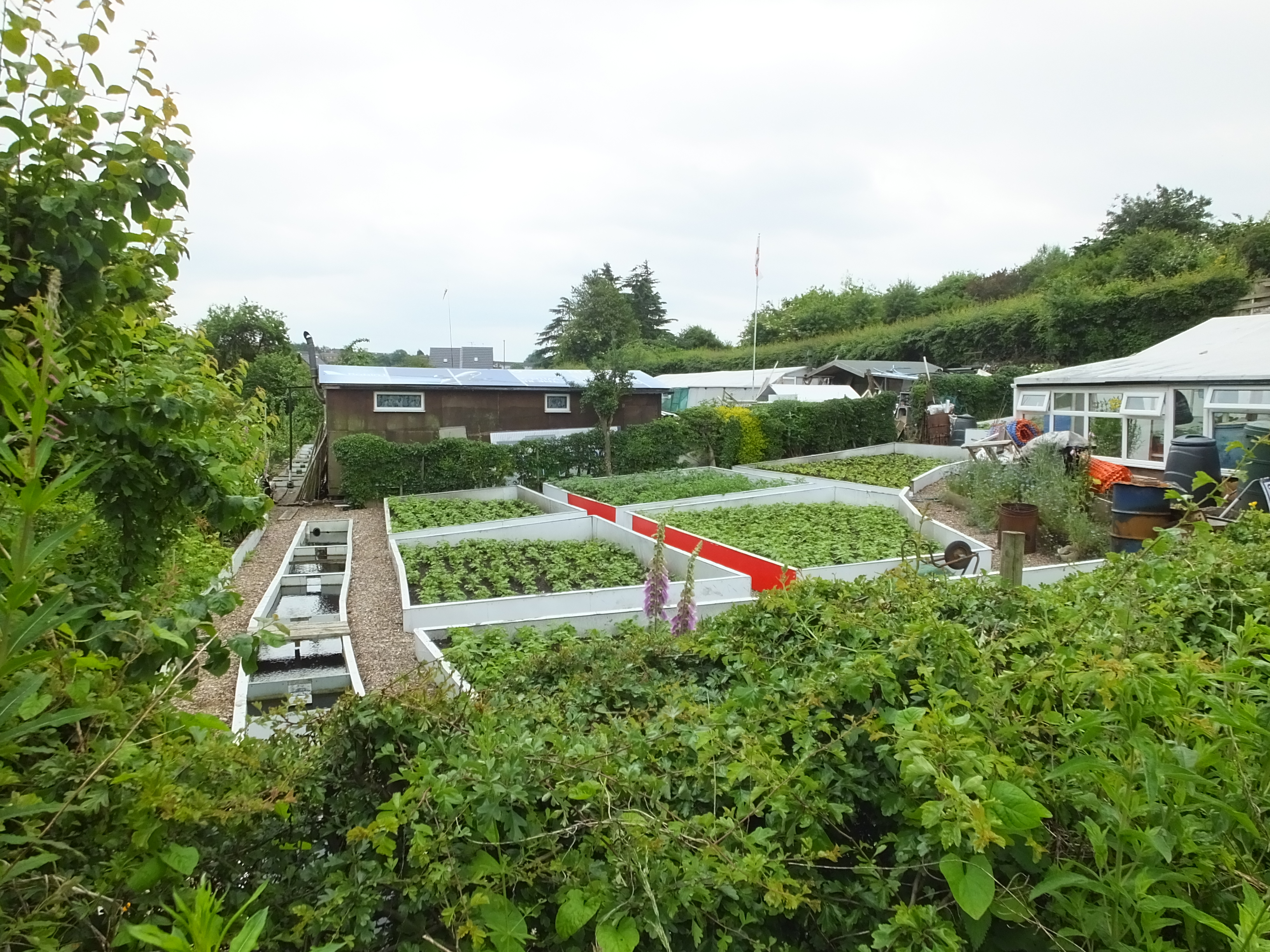
Huerto comunitario escolar en Nottingham, Inglaterra.

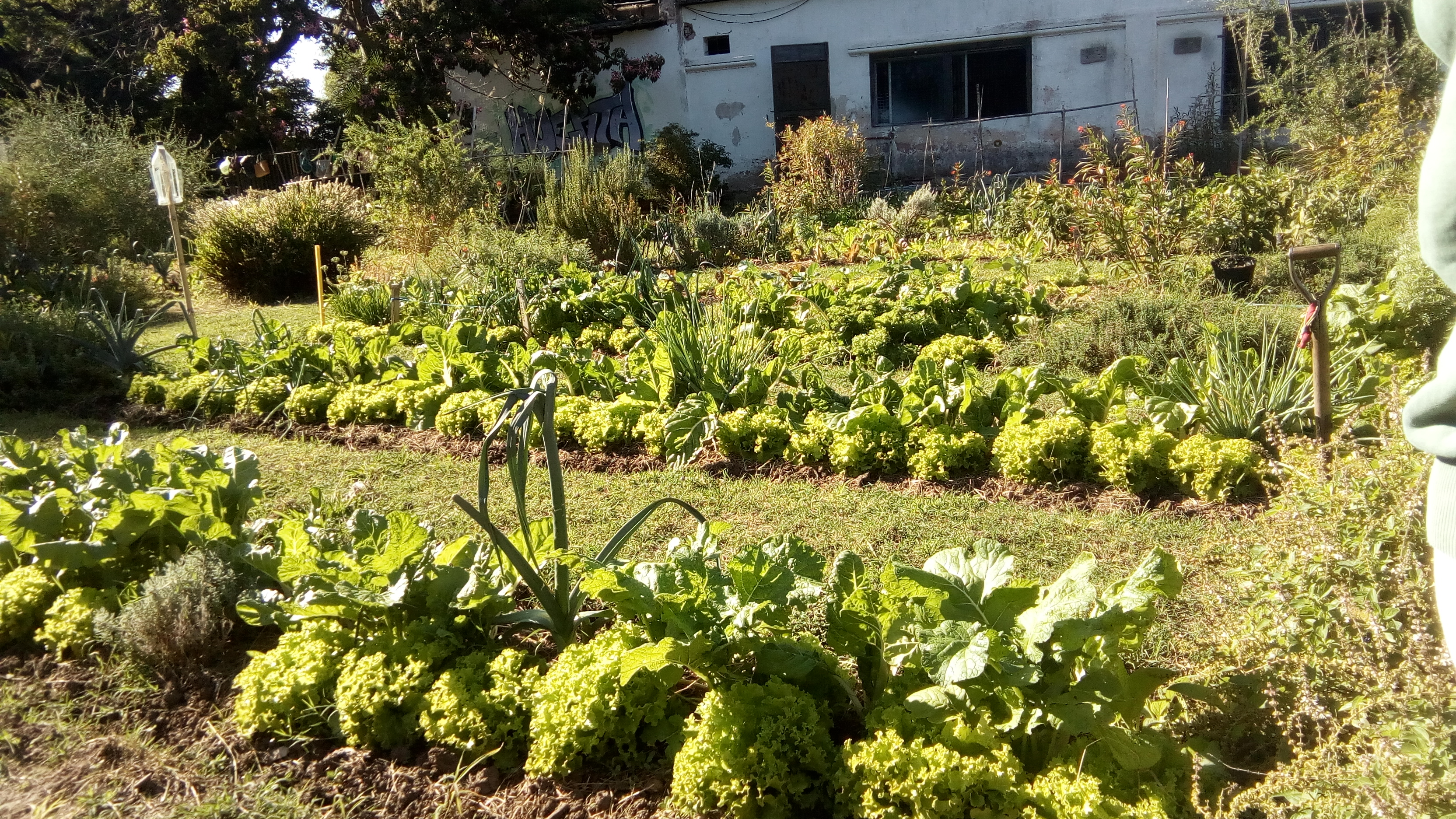
Huerta agroecológica comunitaria, en Buenos Aires, Argentina.

Un huerto comunitario (también conocida como jardín comunitario) es una práctica de agricultura comunitaria que tiene lugar en una pequeña zona de tierra ubicada en espacios públicos. Los huertos comunitarios suelen plantarse en parques públicos, escuelas, patios de iglesias, y en lotes abandonados. Estos huertos son recursos compartidos, que son gestionados sin ánimo de lucro. Lo que tienen en común es que son atendidos por una comunidad de personas.
Los huertos comunitarios se plantan por muchas razones. Aumentan el acceso del público a frutos saludables y orgánicas, especialmente en zonas donde la población no puede permitirse comprar alimentos frescos y saludables. Enseñan a los jóvenes de dónde proviene su comida. Permiten a la gente común y corriente desarrollar habilidades de cultivos orgánicos. Y pueden convertir un parque ordinario o un espacio verde en un centro comunitario, donde los residentes se ofrecen como voluntarios para cuidar y cosechar los árboles. Los huertos comunitarios también son un lugar de celebración. Muchos grupos organizan festivales de cosecha y floración, eventos de sidra, talleres de enlatado y mucho más.

## Historia
Durante la década de 1950 resurgen los huertos urbanos en las grandes ciudades de Estados Unidos, nuevamente en un contexto de aguda crisis. Son los años de la Guerra de Vietnam y la crisis económica, expresada en un proceso de desindustrialización y de huida de la gente con recursos de los barrios céntricos, abandonados y llenos de solares, con fuertes recortes en gastos sociales y elevadas tasas de criminalidad.

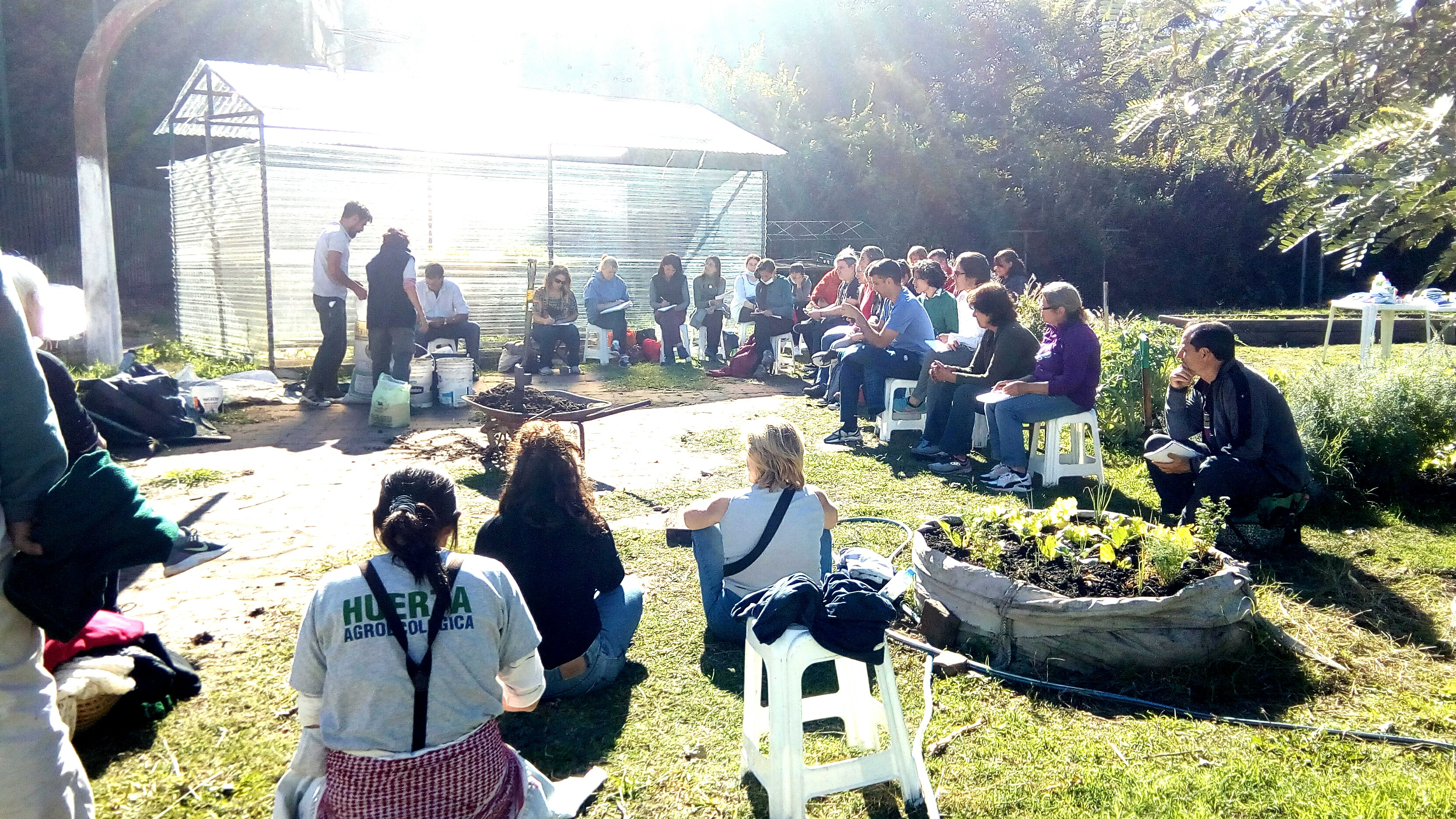
Huerta Urbana comunitaria, participantes organizando la tarea del preparado de abonos orgánicos, para la nutrición del suelo. Buenos Aires, Argentina.

El surgimiento de los huertos comunitarios remite al cruce entre las luchas urbanas por la justicia social, emprendidas por organizaciones comunitarias en los años 1990, con las movilizaciones y la labor de sensibilización de movimientos ecologistas y de salud sobre estilos de vida más sostenibles. Muchas de estas experiencias arrancan con la ocupación de solares y espacios abandonados reconvertidos en huertos que son utilizados como herramienta de apoyo comunitario que relaciona la calidad ambiental, la cohesión social y la educación.
También en Europa se desarrollan iniciativas similares en los años setenta, en Países Bajos y Gran Bretaña el referente sería el movimiento de Granjas Urbanas y Jardines Comunitarios (City Farms and Community Gardens), surgido en estos años y que desarrolla proyectos no solo de huertos sino también de cría de animales de granja y caballos en entornos urbanos.